# 建和乡
建和乡，是中华人民共和国四川省乐山市沐川县曾经下辖的一个乡。2019年12月，撤销建和乡，将其所属行政区域划归沐溪镇管辖。

## 行政区划
建和乡撤销前下辖以下地区：
官田村、凤凰村、沙溪村、河口村、下坪村、桃花村、石围村和庙坪村。